# 4shared
4shared — один із наймасштабніших файлообмінників у світі, що надає послуги хостингу та обміну файлами. Заснований у 2005 році. Станом на жовтень 2013 року 4shared займає 158 місце у рейтингу найвідвідуваніших ресурсів інтернету за версією Alexa. Щоденний обмін даними становить 317 терабайт; загальний обсяг завантажених файлів – 940 терабайт; щоденна відвідуваність – більше 11 мільйонів; кількість користувачів – понад 5 мільйонів.

## Використання
Користувачі можуть завантажувати та вивантажувати файли з 4shared, використовуючи при цьому будь-який браузер. Зареєструвавшись, кожен отримує у своє розпорядження 15 гігабайт для хостингу безкоштовно. Для Преміум користувачів обсяг збільшується до 100 гігабайт. Після успішного завантаження файлу, користувач отримує унікальне посилання, за допомогою якого інші зможуть скачати цей файл у майбутньому. Усі завантажені файли зберігаються на сервері при умові, якщо користувач, який завантажив їх, входив у свій аккаунт протягом 30 днів (або, якщо хоча б один з його файлів був завантажений за цей час). Файли Преміум користувачів зберігаються на весь час дії Преміум аккаунта. Інтерфейс користувача, що надається сервісом для праці з файлами, ззовні нагадує провідник Windows.
Перед початком завантаження файлу незареєстрованим користувачам доведеться почекати 20 секунд. На 4shared також можливо завантажувати декілька файлів одночасно.

## Особливості
Кожен користувач 4shared має власну сторінку, в яку може завантажувати файли, ділитися з друзями посиланнями на них через електронну пошту та соціальні мережі. Кожній сторінці можна надати особливий дизайнерський інтерфейс. Преміум користувачі можуть переглядати статистику завантажень їхніх відео іншими користувачами. 
На 4shared є вдосконалена система пошуку, яка дозволяє користувачам знайти файл відповідно до формату: файли, фото, музика, книги, відео, та ігри. Результат пошуку видасть файли з подібною назвою, які знаходяться безпосередньо в аккаунті, та файли, які знаходяться в базі 4shared. 
На сайті 4shared файли сортуються за четирьма основними категоріям: відео, музика, фото і книги. Підтримуються наступні формати файлів:
Аудіо: mp3, m3u, m4u, midi, ogg, ra, ram, rm, wav, wma.
Відео: mkv, webm, 3gp, mov, mp4, mpeg, mpg, swf, asf, wmv, m2ts, flv. avi.

### Графічні формати
bmp, dwg, gif, jpg, png, psd, tif.

### Формати архівів
kmz, package, rar, zip, 7z.

### Текстові формати
doc, lit, mdb, pdf, pps, ppt, rtf, srt, txt, wps, xls, ebub.

### Формати програмних файлів
exe, jar, cod, alx.

### Формати Вебфайлів
htm, html, swf.

### Формати файлів для мобільных
nth, prc, sis, apk.

## Програмне забезпечення

### 4shared Desktop
4shared Desktop — програма-клієнт, що дозволяє користувачам синхронізувати файли з комп'ютера у їх вебаккаунт 4shared. Програма підтримує функцію drag&drop, а також додає додаткову опцію до звичайного контекстного меню  Windows, яке з'являється при натисканні на файл правою кнопкою мишки.  4shared Desktop дозволяє завантажувати та скачувати багато файлів одночасно.

### 4shared Mobile
4shared Mobile — програма, що за своєю суттю та функціями дуже схожа на 4shared Desktop. За допомогою неї, власники мобільних пристроїв легко отримують прямий доступ до свого аккаунта на  4shared, оперувати своїми файлами, редагувати їх, скачати та завантажити нові.

## Правила користування, партнерство
4shared — офіційна марка. Дії користувачів 4shared регулюються Правилами Користування 4shared. Сервіс є членом  Digital Millennium Copyright Act («DMCA»).
4shared співпрацює з APCM — Associacao Anti-Pirataria Cinema e Musica, Gameloft GrayZone Inc (Rhino Entertainment, Warner Strategic Marketig), Kogan Page, Linotype GmbH, Pearson Education, Publishers-antipiracy.net, RIAA, Websheriff, Microsoft, Needlework Designers, Graf Records, FiveWin, ADM Records, MG/Curb Records, Cassandra Clare, Apple і т. д.
4shared надає місце для розміщення тільки легального контенту. Тим не менш, зміст облікових записів користувачів не підлягає обов'язковій перевірці, але, в той же час, може бути видалений у будь-який час, якщо будуть порушені правила користування сервісом.

## Законність
За час свого існування сервіс 4shared не мав ніяких проблем, пов'язаних з порушенням законів.

## Локалізація
Сайт підтримує 15 мов: арабська, китайська, англійська, французька, італійська, японська, корейська, малоазійська, польська, португальська, російська, іспанська, таїландська, турецька та в'єтнамська.

## Схожі сервіси
- Megaupload
- RapidShare
- MediaFire
- IFolder
- Depositfiles
- Dropbox